# Aeroford
 (mars 2023).
Si vous disposez d'ouvrages ou d'articles de référence ou si vous connaissez des sites web de qualité traitant du thème abordé ici, merci de compléter l'article en donnant les références utiles à sa vérifiabilité et en les liant à la section « Notes et références ».
L’Aeroford est un modèle de voiture fabriqué au Royaume-Uni,  à Londres, dans le quartier de Bayswater, de 1920 à 1925. L'Aeroford était basée sur la Ford T, qu'elle devait rendre plus attractive, avec notamment un capot et une grille de radiateur modifiés.
La voiture fut vendue à partir de 288 £ en 1920, avant de voir son prix chuter entre 168 et 214 £ en 1925. Elle était disponible en version deux-sièges, quatre-sièges, et coupé.